# Gare de Jokela
La gare de Jokela (en finnois : Jokelan rautatieasema, en suédois : Jokela järnvägsstation) est une gare ferroviaire du transport ferroviaire de la banlieue d'Helsinki située dans le quartier de Jokela à Tuusula en Finlande.

## Situation ferroviaire
La gare de Jokela est située entre la gare de Saunakallio et la gare d'Hyvinkää.

## Histoire
La gare de Jokela ouvre d'abord en tant que halte, elle est modernisée en 1874 a l'occasion de l'ouverture d'une briqueterie.
Le bâtiment de la gare, conçu par Knut Nylander, est achevé l'année suivante.
En 1903, il est agrandi par Bruno Granholm.
L'intérieur de la gare est entièrement rénové, les fenêtres sont changées et la balustrade du porche enlevée.

## Service des voyageurs
La gare de Tuusula est desservie par les trains de banlieue R et T.